# AACTA Awards 2014
Die 3. Verleihung der australischen AACTA Awards (englisch 3rd AACTA Awards), die jährlich von der Australian Academy of Cinema and Television Arts (AACTA) vergeben werden, fand zweigeteilt am 28. und 30. Januar 2014 im Casino The Star in Sydney statt. Die AACTA Awards sind die Fortsetzung der AFI Awards, die von 1958 bis 2010 durch das Australian Film Institute (AFI) vergeben wurden. Sie ehrten die besten australischen Filme und Sendungen des Jahres 2013 und sind so das Gegenstück zu den im selben Monat stattgefundenen dritten AACTA International Awards für internationale Filme. Die Verleihung wurde bei Network 10 gezeigt.

## Gewinner und Nominierte
| Film                      | N  | A  |
| ------------------------- | -- | -- |
| Der große Gatsby          | 15 | 13 |
| The Rocket                | 12 | 01 |
| The Turning               | 07 | 01 |
| Mystery Road              | 06 | 0  |
| Dead Europe               | 05 | 0  |
| Tage am Strand            | 04 | 0  |
| Drift – Besiege die Welle | 03 | 0  |
| Goddess                   | 03 | 0  |
| 100 Bloody Acres          | 02 | 0  |
| Satellite Boy             | 02 | 0  |

### Bester Film
Der große Gatsby (The Great Gatsby) – Produktion: Lucy Fisher, Catherine Knapman, Baz Luhrmann, Catherine Martin und Douglas Wick
Dead Europe – Produktion: Iain Canning, Emile Sherman und Liz Watts
Mystery Road – Produktion: David Jowsey
The Rocket – Produktion: Sylvia Wilczynski
Satellite Boy – Produktion: David Jowsey, Catriona McKenzie und Julie Ryan
The Turning – Produktion: Alex Barnes, Philippa Campey, Donna Chang, Robert Connolly, Jo Dyer, Julie Eckersley, John Harvey, Sonya Humphrey, Sue Italiano, Liz Kearney, Tenille Kennedy, Ben Knapton, Anthony Lucas, Anna McLeish, Maggie Miles, Sarah Shaw, Kath Shelper, Katherine Slattery und Rita Walsh

### Beste Regie
Baz Luhrmann – Der große Gatsby (The Great Gatsby)
Tony Ayres, Jub Clerc, Robert Connolly, Shaun Gladwell, Rhys Graham, Jonathan auf der Heide, Justin Kurzel, Yaron Lifschitz, Anthony Lucas, Claire McCarthy, Ian Meadows, Ashlee Page, Stephen Page, Simon Stone, Warwick Thornton, Marieka Walsh, Mia Wasikowska und David Wenham – The Turning
Kim Mordaunt – The Rocket
Ivan Sen – Mystery Road

### Bestes Originaldrehbuch
Kim Mordaunt – The Rocket
Cameron Cairnes und Colin Cairnes – 100 Bloody Acres
Morgan O’Neill und Tim Duffy – Drift – Besiege die Welle (Drift)
Ivan Sen – Mystery Road

### Bestes adaptiertes Drehbuch
Baz Luhrmann und Craig Pearce – Der große Gatsby (The Great Gatsby)
Emily Ballou, Circa Contemporary Circus, Jub Clerc, Marcel Dorney, Rhys Graham, Jonathan auf der Heide, Justin Kurzel, Claire McCarthy, Ian Meadows, Justin Monjo, Kris Mrksa, Ashlee Page, Warwick Thornton, Andrew Upton, Marieka Walsh, Mia Wasikowska und David Wenham, – The Turning
Louise Fox – Dead Europe
Christopher Hampton – Tage am Strand (Adoration)

### Bester Hauptdarsteller
Leonardo DiCaprio – Der große Gatsby (The Great Gatsby)
Sitthiphon Disamoe – The Rocket
Ewen Leslie – Dead Europe
Hugo Weaving – The Turning

### Beste Hauptdarstellerin
Rose Byrne – The Turning
Carey Mulligan – Der große Gatsby (The Great Gatsby)
Tasma Walton – Mystery Road
Naomi Watts – Tage am Strand (Adoration)

### Bester Nebendarsteller
Joel Edgerton – Der große Gatsby (The Great Gatsby)
Marton Csokas – Dead Europe
Suthep Po-ngam – The Rocket
Angus Sampson – 100 Bloody Acres

### Beste Nebendarstellerin
Elizabeth Debicki – Der große Gatsby (The Great Gatsby)
Isla Fisher – Der große Gatsby (The Great Gatsby)
Mirrah Foulkes – The Turning
Alice Keohavong – The Rocket

### Beste Filmmusik
Craig Armstrong – Der große Gatsby (The Great Gatsby)
Jed Kurzel – Dead Europe
Caitlin Yeo – The Rocket
Michael Yezerski – Drift – Besiege die Welle (Drift)

### Beste Kamera
Simon Duggan – Der große Gatsby (The Great Gatsby)
Andrew Commis – The Rocket
Geoffrey Hall, Rick Jakovich und Rick Rifici – Drift – Besiege die Welle (Drift)
Damian Wyvill – Goddess

### Bester Schnitt
Jason Ballantine, Jonathan Redmond und Matt Villa – Der große Gatsby (The Great Gatsby)
Beckett Broda, Billy Browne, Andy Canny, Dany Cooper, Gabriel Dowrick, Merlin Eden, Mat Evans, Natasha Gadd, Roland Gallois, Geoff Hitchins, Annabelle Johnson, Geoff Lamb, Michael J. Lutman, Nick Meyers, Rochelle Oshlack, Julie-Anne De Ruvo, Jesse Watt, David Whittaker – The Turning – The Turning
Nick Meyers – The Rocket
Ivan Sen – Mystery Road

### Bestes Szenenbild
Beverley Dunn, Ian Gracie, Catherine Martin und Karen Murphy – Der große Gatsby (The Great Gatsby)
Pete Baxter – The Rocket
Annie Beauchamp – Tage am Strand (Adoration)
Annie Beauchamp – Goddess

### Beste Kostüme
Silvana Azzi Heras, Catherine Martin und Kerry Thompson – Der große Gatsby (The Great Gatsby)
Shareen Beringer – Goddess
Joanna Park – Tage am Strand (Adoration)
Woranun Pueakpun und Sylvia Wilczynski – The Rocket

### Bester Ton
Phil Heywood, Steve Maslow, Wayne Pashley, Fabian Sanjurjo, Guntis Sics und Jenny T. Ward – Der große Gatsby (The Great Gatsby)
Yulia Akerholt, Nick Emond, Sam Hayward, Sam Petty und Brooke Trezise – The Rocket
Nick Emond, Les Fiddess, Greg P. Fitzgerald, Lawrence Horne, Joe Huang und Phil Judd – Mystery Road
Phil Judd, Liam Egan, Nick Emond, Glenn Butler, Les Fiddess, Jennifer Sochackyj – Satellite Boy

### Beste visuelle Effekte
Andy Brown, Tony Cole, Prue Fletcher und Chris Godfrey – Der große Gatsby (The Great Gatsby)

### Bester Dokumentarfilm
Red Obsession – Produktion: Warwick Ross
I Am a Girl – Produktion: Rebecca Barry
Once My Mother – Produktion: Rod Freedman
Shadow of Doubt – Produktion: Eve Ash

### Beste Regie bei einer Dokumentation
David Roach und Warwick Ross – Red Obsession
Rebecca Barry – I Am a Girl
Anna Broinowski – Aim High in Creation
Paul Scott – Mentale Stärke – Die Grenzen des Körpers überwinden (Redesign My Brain)

### Bester Kurzfilm
The Last Time I Saw Richard – Regie: Nicholas Verso; Produktion: John Molloy
Perception – Regie: Miranda Nation; Produktion: Lyn Norfor
Record – Regie: David Lyons; Produktion: Dave Szamet
Tau Seru – Regie und Produktion: Rodd Rathjen

### Bester animierter Kurzfilm
A Cautionary Tail – Regie: Simon Rippingale; Produktion: Pauline Piper
Butterflies – Regie: Isabel Peppard; Produktion: Warwick Burton
The Dukes of Bröxstônia – Regie und Produktion: Stu Connolly
Woody – Regie: Stuart Bowen; Produktion: Jodi Matterson

### Beste Dramaserie
Redfern Now – Produktion: Darren Dale und Miranda Dear
Offspring – Produktion: Imogen Banks und John Edwards
Serangoon Road – Produktion: Paul D. Barron und Nick North
Wentworth – Produktion: Amanda Crittenden und Jo Porter

### Beste Comedyserie oder beste Unterhaltungssendung
Please Like Me – Produktion: Todd Abbott
The Agony of Life – Produktion: Amanda Brotchie, Nicole Minchin und Adam Zwar
Gruen Nation – Produktion: Wil Anderson, Jon Casimir, Jo Wathen und Sophia Zachariou
Shaun Micallef’s Mad as Hell – Produktion: Peter Beck und Shaun Micallef
Upper Middle Bogan – Produktion: Robyn Butler und Wayne Hope

### Bester Fernsehfilm oder beste Miniserie
Top of the Lake – Produktion: Philippa Campbell, Jane Campion, Iain Canning und Emile Sherman
An Accidental Soldier – Produktion: Kylie du Fresne und Sue Taylor
Mrs Biggs – Produktion: Kwadjo Dajan und Tony Wright
Power Games: The Packer-Murdoch Story – Produktion: John Edwards und Jodi Matterson

### Beste Kinderserie
Nowhere Boys – Produktion: Tony Ayres und Beth Frey
Dance Academy – Tanz deinen Traum! (Dance Academy) – Produktion: Joanna Werner
Peleda – Produktion: Luke Jurevicius und Nathan Jurevicius
Quatsch Quark Klub (You’re Skitting Me) – Produktion: Damian Davis und Toni Malone

### Beste Realitysendung
MasterChef Australia: The Professionals – Produktion: Mark Barlin, Margaret Bashfield, David McDonald und Tim Toni
Australia’s Got Talent – Produktion: Greg Beness und Steve Kelly
My Kitchen Rules – Produktion: Matt Apps, Rikkie Proost, Greg Swanborough und Evan Wilkes
The X Factor – Produktion: Jonathon Summerhayes

### Beste Hauptdarsteller – Drama
Lachy Hulme – Power Games: The Packer-Murdoch Story
Ernie Dingo – Redfern Now
Remy Hii – Better Man
Meyne Wyatt – Redfern Now

### Beste Hauptdarstellerin – Drama
Claudia Karvan – The Time of Our Lives
Marie Bunel – An Accidental Soldier
Asher Keddie – Offspring
Sheridan Smith – Mrs Biggs

### Bester Neben- oder Gastdarsteller – Drama
Luke Ford – Power Games: The Packer-Murdoch Story
Alexander England – Power Games: The Packer-Murdoch Story
Peter Mullan – Top of the Lake
David Wenham – Better Man

### Beste Neben- oder Gastdarstellerin – Drama
Kat Stewart – Offspring
Kris McQuade – Wentworth
Heather Mitchell – Power Games: The Packer-Murdoch Story
Robyn Nevin – Top of the Lake

### Bester Darsteller – Comedy
Shaun Micallef – Shaun Micallef’s Mad as Hell
Lisa McCune – It’s a Date
Robyn Nevin – Upper Middle Bogan
Josh Thomas – Please Like Me

### Beste Regie im Fernsehen
Geoff Bennett – Power Games: The Packer-Murdoch Story (Episode 1)
Garth Davis – Top of the Lake (Episode 5 Der dunkle Schöpfer)
Matthew Saville – Please Like Me (Episode 3 Portuguese Custard Tarts)
Rachel Ward – An Accidental Soldier

### Bestes Drehbuch im Fernsehen
Debra Oswald – Offspring (Episode 52 The Bond Between Sisters)
Robyn Butler, Wayne Hope Gary McCaffrie – Upper Middle Bogan (Episode 5 No Angel)
Steven McGregor – Redfern Now (Episode 9 Babe in Arms)
Samantha Winston – Power Games: The Packer-Murdoch Story (Episode 1)